# Fall River (Massachusetts)
Fall River és una població dels Estats Units a l'estat de Massachusetts. Segons el cens del 2008 tenia 90.931 habitants.

## Demografia
Segons el cens del 2000, Fall River tenia 91.938 habitants, 38.759 habitatges, i 23.565 famílies. La densitat de població era de 1.144,3 habitants/km².
Dels 38.759 habitatges en un 29,9% hi vivien nens de menys de 18 anys, en un 40,3% hi vivien parelles casades, en un 16,5% dones solteres, i en un 39,2% no eren unitats familiars. En el 34,2% dels habitatges hi vivien persones soles el 14,2% de les quals corresponia a persones de 65 anys o més que vivien soles. El nombre mitjà de persones vivint en cada habitatge era de 2,32 i el nombre mitjà de persones que vivien en cada família era de 3.
Per edats la població es repartia de la següent manera: un 24,1% tenia menys de 18 anys, un 9,2% entre 18 i 24, un 29,8% entre 25 i 44, un 20% de 45 a 60 i un 16,9% 65 anys o més.
L'edat mediana era de 36 anys. Per cada 100 dones de 18 o més anys hi havia 82,9 homes.
La renda mediana per habitatge era de 29.014 $ i la renda mediana per família de 37.671$. Els homes tenien una renda mediana de 31.330 $ mentre que les dones 22.883$. La renda per capita de la població era de 16.118$. Entorn del 14% de les famílies i el 17,1% de la població estaven per davall del llindar de pobresa.

## Poblacions més properes
El següent diagrama mostra les poblacions més properes.